# Donovan Cech
Donovan Cech (2 maggio 1974) è un ex canottiere sudafricano.

## Palmarès

### Olimpiadi
- 1 medaglia:
  - 1 bronzo (Atene 2004 nel due senza)

### Mondiali
- 4 medaglie:
  - 2 argenti (Siviglia 2002 nel due senza; Gifu 2005 nel due senza)
  - 2 bronzi (Lucerna 2001 nel due senza; Milano 2003 nel due senza)